# SPARKOH!

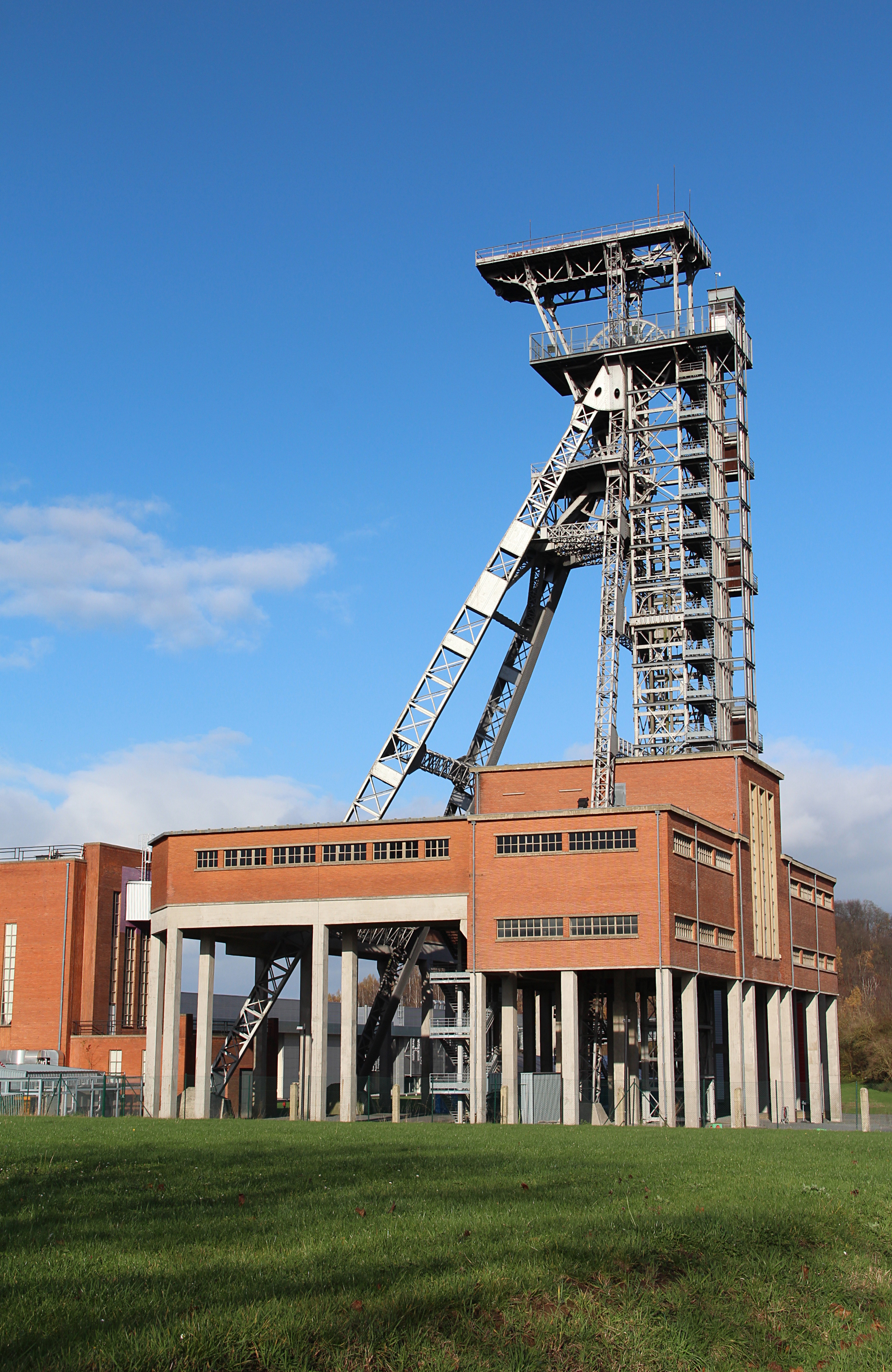
De mijnschachttoren van SPARKOH!

SPARKOH! (voorheen het Pass of Parc d'aventures scientifiques et de société) is een wetenschapsmuseum en avonturenpark gelegen in Frameries, Henegouwen.
Het museum staat op een terrein van 12.000 m² van een voormalige steenkoolmijn in het Borinagebekken. Naast SPARKOH! ligt tevens een 28 ha groot park.
Delen van het gebouw zijn industrieel erfgoed. In de van de mijn overgebleven schachtbok is een panoramalift aangebracht die de bezoekers tot op 64 meter hoogte brengt.